# Hippodrome de Marville
L'hippodrome de Marville, aussi appelé hippodrome de la Côte d’Émeraude, se situe à Saint-Malo en Ille-et-Vilaine. C'est un hippodrome ouvert au galop et au trot avec une piste de galop de 1 500 m en herbe avec corde à droite et une piste de trot de 1 360 m en sable avec corde à droite.
L’exceptionnelle carrière d’Idéal du Gazeau débute le 26 août 1976, sur l’hippodrome de Marville : sa première course s'achève par un premier succès, avec cinq mètres d’avance sur le suivant.

## Histoire
La course hippique se développe dès 1840 sur la ville de Saint-Malo, avec deux hippodromes, l'un au marais du bas des Masses à Paramé pour le steeple-chase et la grève du Sillon pour la course de plat. L'hippodrome sur son site actuel est inauguré en 1904,.